# Fandaglia
Il Fandaglia è un torrente della Provincia di Torino, affluente in destra idrografica del Malone.

## Corso del torrente

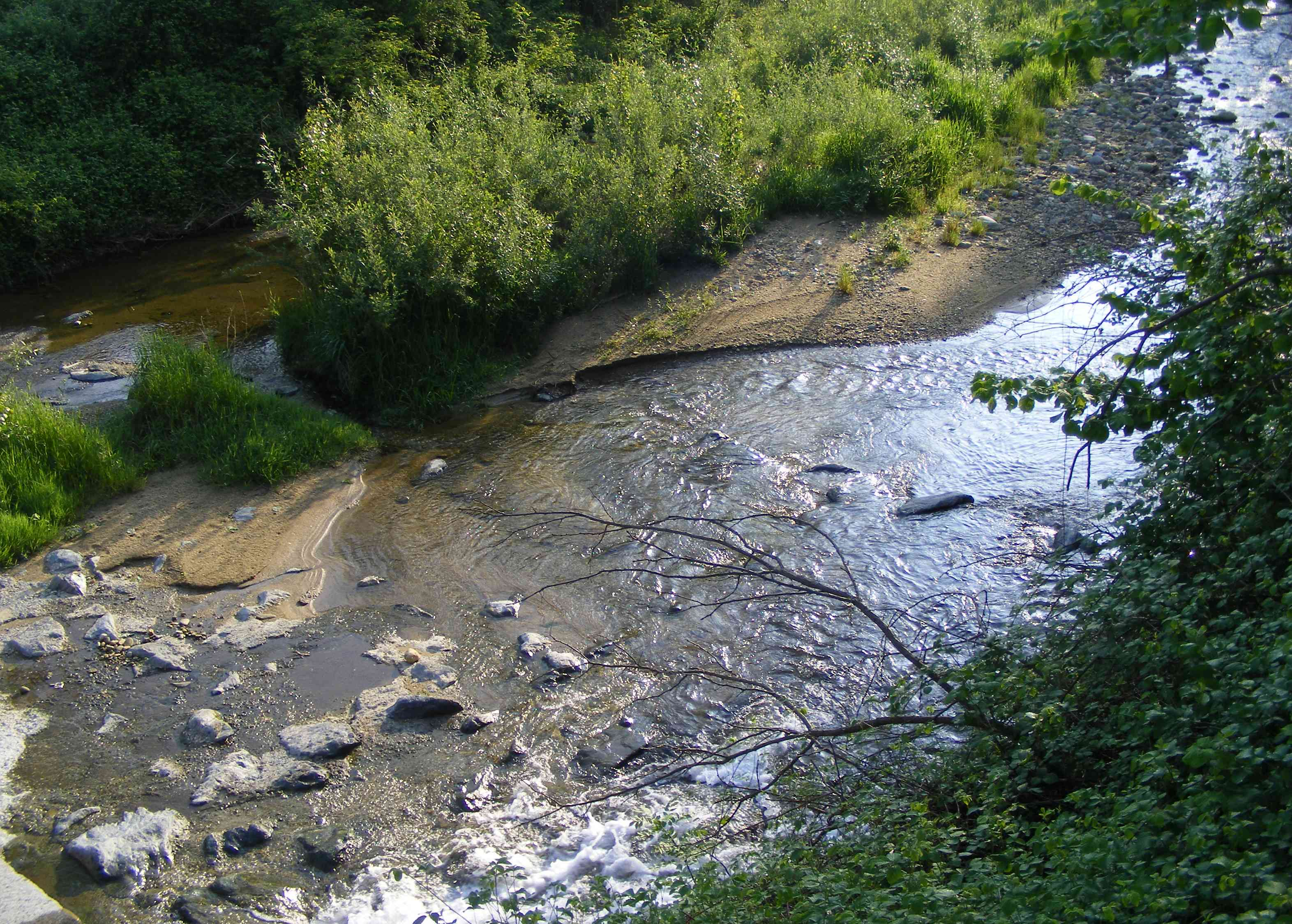
Il torrente tra Barbania e Front

Nasce dalle pendici sud-orientali del Pian di Rossa (1.307 m) in comune di Corio e, con andamento verso sud-est, ne sfiora la frazione Cudine.
Passa quindi tra il capoluogo comunale e l'Amiantifera di Balangero e, dopo essere stato scavalcato con un alto ponte dalla SP 22 del Colle della Forcola, inizia ad attraversare il pianalto della Vauda, in cui intaglia un vallone profondo e boscoso tra i depositi fluvioglaciali dell'area, transitando per i territori comunali di Rocca Canavese, Barbania (dove dà il nome alla frazione Fandaglia) e Vauda Canavese.
Superata la SP 34 va quindi a confluire nel Malone poco a nord di Front, a quota 270 m s.l.m.

## Affluenti principali
Il torrente non ha affluenti di particolare rilievo; nel suo tratto più a valle gli apporti idrici tendono a venire soprattutto da sinistra (nord) perché la zona meridionale della Vauda è drenata da altri corsi d'acqua paralleli al Fandaglia e che si gettano poi nel Malone a valle di Front.
- in sinistra idrografica
  - Rio del Crot, Rio del Caporale e Rio delle Tassere: drenano la zona a sud di Rocca Canavese;
  - Rio Ceretti, Rio della Mosa: sono brevi corsi d'acqua che confluiscono nel Fandaglia poco a est di Barbania.
- in destra idrografica
  - Rio del Prato: nasce nei pressi del Colle della Forcola (790 m) e raccoglie le acque che scendono dal bric omonimo e dalla zona dell'Amiantifera di Balangero.

## Utilizzi e stato ambientale
Nell'area attraversata sono presenti varie aziende agricole che attingono acqua in diversi punti del torrente.

Nonostante l'ambiente attraversato sia complessivamente abbastanza integro nella parte alta del bacino del Fandaglia esiste la criticità della gigantesca discarica di residui di estrazione dell'amianto prodotti nel corso di quasi un secolo dall'Amiantifera di Balangero.

Su questa discarica sono stai quasi conclusi i lavori di stabilizzazione idrogeologica messi in atto dalla R.S.A. S.r.l., una società di proprietà interamente pubblica che lavora in convenzione con la Regione Piemonte allo scopo di bonificare l'area di cava.
La zona è costantemente monitorata dai tecnici della stessa RSA sia per quanto riguarda gli aspetti ambientali che per quelli geotecnici e di valutazione del rischio.